# Cuddapah Airport
Cuddapah Airport is een kleine luchthaven op ca. 8 km van de stad Kadapa (vroegere spelling: Cuddapah) in de staat Andhra Pradesh (India). Ze heeft een korte, onverlichte startbaan van ca. 1100 meter lengte, en er is parkeerplaats voor twee vliegtuigen van het formaat van een Dornier Do 228.
Het vliegveld van Cuddapah blijkt in de periode 2006-2007 niet meer operationeel te zijn geweest. De regering van Andhra Pradesh heeft echter de intentie uitgesproken om een aantal kleine luchthavens, waaronder Cuddapah Airport, te moderniseren, met nieuwe luchthavengebouwen en een langere startbaan zodat grotere vliegtuigen kunnen landen